# Круглоголовка
Круглоголовка (Phrynocephalus) — рід ящірок з родини Агамових. Має 41 вид.

## Опис
Довжина представників цього роду коливається від 8 до 25 см. Голова коротка, заокруглена попереду. Горловий мішок відсутній. Горло перетинає поперечна шкірна складка. Потиличний і спинний гребені не розвинені. Хвіст округлий, дещо сплющений біля основи, здатний закручуватися на спину. Вушний отвір приховано під шкірою. Преанальні та стегнові пори відсутні. На всіх або деяких пальцях задніх ніг розвинені рогові зубчики. У круглоголовок частина верхньої поверхні голови вкрита лусками, які відрізняються своїм розміром від потиличної та скроневої луски, й називається «капелюшком». Кількість лусок поперек «капелюшка» має певне значення при визначенні видів — лусочки у цьому випадку рахують по лінії, яка проходить між центрами очей. Тім'яна лусочка розташована у задній частині «капелюшка» і легко виділяється завдяки присутності в її середині світлого опуклого тім'яного ока.

## Спосіб життя
Полюбляють напівпустельні та кам'янисті простори, глинясті, піщані й кам'янисті пустелі і напівпустелі з чагарниковою або напівдеревною рослинністю. Здатні до риття нір. Для низки видів характерне своєрідне «занурення» у пісок у разі небезпеки або у нічний час за допомогою швидких бічних рухів тулуба. Для круглоголовок типові характерні рухи хвоста, які мають важливе значення в репертуарі їх демонстративної поведінки та відрізняються у різних видів. Активні вдень. Харчуються комахами.
Більшість представників цього роду яйцекладні, відомий лише один живородний вид (Phrynocephalus theobaldi). Самиці відкладають від 1 до 7 яєць.

## Розповсюдження
Мешкають у південно-східній Європі, Середній Азії, північно-західному Китаю, Ірані, Афганістані, Пакистані, північній Африці та на Аравійському півострові.

## Види
- Phrynocephalus albolineatus
- Phrynocephalus alticola
- Phrynocephalus arabicus
- Phrynocephalus arcellazzii
- Phrynocephalus axillaris
- Phrynocephalus birulai
- Phrynocephalus clarkorum
- Phrynocephalus elegans
- Phrynocephalus euptilopus
- Phrynocephalus forsythii
- Phrynocephalus geckoides
- Phrynocephalus golubewii
- Phrynocephalus guinanensis
- Круглоголовка-вертихвістка (Phrynocephalus guttatus)
- Круглоголовка такирська (Phrynocephalus helioscopus)
- Phrynocephalus hongyuanensis
- Круглоголовка піщана (Phrynocephalus interscapularis)
- Phrynocephalus kangsuensis
- Phrynocephalus laungwalaensis
- Phrynocephalus lidskii
- Phrynocephalus luteoguttatus
- Круглоголовка плямиста (Phrynocephalus maculatus)
- Круглоголовка зайсанська (Phrynocephalus melanurus)
- Круглоголовка Молчанова (Phrynocephalus moltschanowi)
- Круглоголовка вухата (Phrynocephalus mystaceus)
- Phrynocephalus nasatus
- Phrynocephalus ornatus
- Phrynocephalus parvulus
- Phrynocephalus parvus
- Phrynocephalus persicus
- Phrynocephalus przewalskii
- Phrynocephalus pylzowi
- Круглоголовка закаспійська (Phrynocephalus raddei)
- Круглоголовка сітчаста (Phrynocephalus reticulatus)
- Phrynocephalus roborowskii
- Круглоголовка хентаунська (Phrynocephalus rossikowi)
- Круглоголовка Заленського (Phrynocephalus salenskyi)
- Phrynocephalus scutellatus
- Круглоголовка согдіанська (Phrynocephalus sogdianus)
- Phrynocephalus steindachneri
- Круглоголовка Штрауха (Phrynocephalus strauchi)
- Круглоголовка тибецька (Phrynocephalus theobaldi)
- Круглоголовка строката (Phrynocephalus versicolor}
- Phrynocephalus vlangalii
- Phrynocephalus zetanensis